# Горизонталь

Горизонталі (ізогіпси) на топографічній карті

Співвідношення горизонталей та висот рельєфу місцевості

Горизонталь, ізогіпса (англ. contour lines, horizontal, isohyps, нім. Höhenkurve f, Horizontale f; від дав.-гр. ἴσος — однаковий і дав.-гр. ὕψος — висота) — лінія на плані (карті), яка з'єднує точки земної поверхні з однаковою абсолютною висотою. Горизонталі служать основним способом зображення рельєфу земної поверхні на планах та картах. Горизонталі, що відстоять одна від одної на прийняту для даної карти висоту перетину рельєфу, називають основними. Для зображення деталей рельєфу, що не виражаються основними горизонталями, застосовуються додаткові, проведені через половину основного перетину. Використання горизонталей дозволяє визначати абсолютні та відносні висоти точок, будувати профіль місцевості й ін. Широко використовуються при вирішенні багатьох інженерних завдань (планування доріг, обчислення обсягів земляних робіт тощо).

## Історія
Горизонталі були винайдені в 1774 році англійським математиком Чарлзом Гаттоном (англ. Charles Hutton) при обробці результатів експериментів з гравітаційним відхиленням гори Шіхалліон (англ. Schiehallion) в Шотландії. Результати обміру гори були позначками на карті висот різних точок гори. Гаттон зауважив, що якщо з'єднати точки, що позначають рівні висоти, то карту значно легше сприймати.